# یوکیهیرو آئوبا
یوکیهیرو آئوبا (ژاپنی: 青葉 幸洋؛ زادهٔ ۲۶ ژوئیهٔ ۱۹۷۹) یک بازیکن فوتبال اهل ژاپن است.
از باشگاه‌هایی که در آن بازی کرده‌است می‌توان به باشگاه فوتبال ونتفورت کوفو، باشگاه فوتبال توکیو وردی و باشگاه فوتبال توکوشیما ورتیس اشاره کرد.